# Filles uniques
Pour les articles homonymes, voir Unique.
Pour plus de détails, voir Fiche technique et Distribution.
Filles uniques est une comédie policière française de Pierre Jolivet, sortie en 2003.

## Synopsis
Ce film traite de la féminité, la solitude d’être fille unique et le goût de la vie. Carole, une jeune magistrate un peu rigide, va s'associer avec une jeune cleptomane, Tina, voleuse récidiviste de chaussures, et ayant déjà connu la prison, pour combattre les malfaiteurs. Toutes deux « fille unique » chacune pourrait être la sœur que l'autre aurait aimé avoir.

## Fiche technique
- Réalisation : Pierre Jolivet
- Scénario : Pierre Jolivet et Simon Michaël
- Musique : Serge Perathoner et Jannick Top
- Photographie : Pascal Ridao
- Montage :
- Décors :
- Costumes :
- Production :
- Durée : 85 minutes
- Date de sortie : France : 2003

## Distribution
- Sandrine Kiberlain : Carole
- Sylvie Testud : Tina
- François Berléand : Mermot
- Roschdy Zem : Malek
- Vincent Lindon : Adrien
- Francis Leplay : Philippe Jean
- Julien Cottereau : Le greffier
- Albert Dray : l'avocat de Mermot
- Jean-Chrétien Sibertin-Blanc : le tueur en série
- Yasmine Belmadi : le prévenu parlant verlan
- Lyes Salem : l'avocat du prévenu parlant verlan